# Australian National Airways (1930)
Ne doit pas être confondu avec la compagnie Australian National Airways, active de 1936 à 1957.
Australian National Airways est une compagnie aérienne australienne fondée en 1929 par Charles Kingsford Smith et Charles Ulm et qui s'arrête en 1931.
La compagnie commence ses opérations en janvier 1930 avec cinq Avro 618 Ten, des avions similaires au célèbre Fokker F.VII Southern Cross mais sous licences britanniques. Cependant, la compagnie ferme après le crash du VH-UMF Southern Cloud dans les Alpes australiennes entre Sydney et Melbourne, et du VH-UNA Southern Sun en Malaisie en 1931.

## Avions
VH-UMF Southern Cloud (écrasé en mars 1931)
VH-UMG Southern Star
VH-UMH Southern Sky
VH-UMI Southern Moon
VH-UNA Southern Sun (écrase en novembre 1931)
Lors de la dissolution de la compagnie, le Southern Moon est racheté par Charles Ulm, réaménagé pour les vols longue distance et réenregistré sous le nom de VH-UXX Faith in Australia. Les deux autres appareils sont vendus à la New England Airways de Keith Virtue.